# Bartholomeus Ludovicus Vandersande

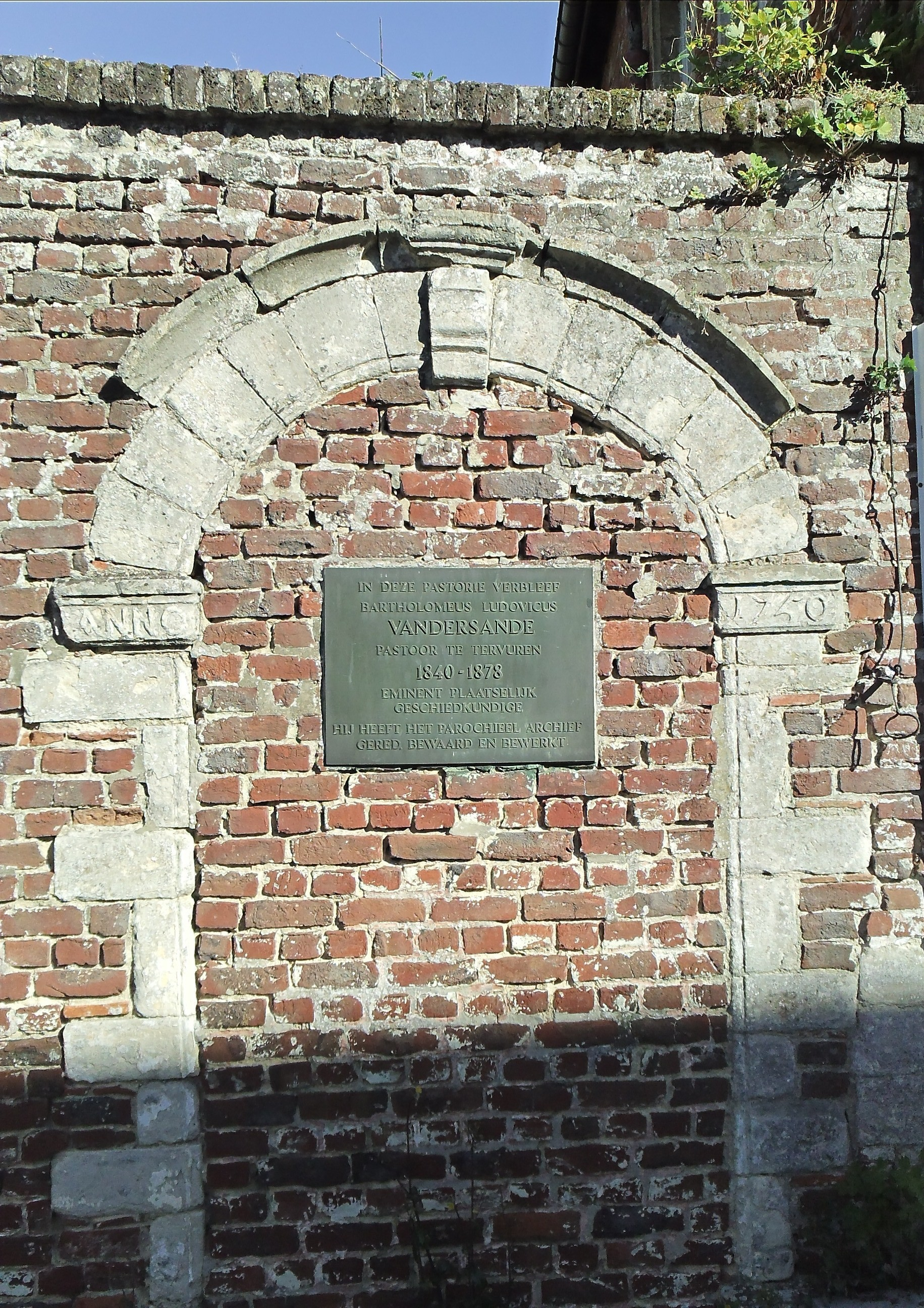
Gedenkplaat op de pastorie van Tervuren

Bartholomeus Ludovicus Vandersande (Brussel, 21 augustus 1808 - Tervuren, 3 april 1878) was pastoor van het Belgische Tervuren van 25 februari 1840 tot aan zijn dood.

## Biografie
Vandersande was de eerste seculiere priester van Tervuren in 610 jaar. Voor hem werd de bediening van de eredienst in Tervuren verzorgd door de abdij van 't Park. Hij werd tot priester gewijd op 20 september 1834 en werd in hetzelfde jaar ook benoemd als subregent van het stedelijk college te Mechelen. In 1836 werd hij daar directeur als opvolger van kanunnik David, wat hij vier jaar bleef.
Als pastoor van Tervuren hield Vandersande zich bezig met de lokale geschiedenis. Zo is het in grote mate aan hem te danken dat het laat-middeleeuwse parochie-archief is bewaard gebleven. Vandersande heeft zijn onderzoek nooit gepubliceerd, maar liet wel drie lijvige handschriften na, waarin hij de geschiedenis van Tervuren beschreef. Het gaat om een Obituaire Pouillé, een Terrier de Vure met een beschrijving van de eigendommen in de gemeente en een onafgewerkt gebleven Histoire de Vure.
De straat waar de zeventiende-eeuwse pastorie van Tervuren ligt, draagt de naam Pastoor Vandersandestraat.
Zijn grafsteen is nog zichtbaar naast de kerk.